# Українське народне мистецтво (кооператив)
«Українське Народне Мистецтво» («УНМ») — жіноча кооператива домашнього промислу, заснована 1922 року у Львові для пропаґування модерного застосування та збуту виробів народного мистецтва та домовиробництва й збереження чистоти їх стилю.
З 1925 року «УНМ» видавало журнал «Нова Хата» (редактор Л. Бурачинська). «УНМ» співпрацювало з кооперативою «Комета» (ткальня полотна) у Львові, «Гуцульщина» і «Гуцульське мистецтво» (майстерні килимів) у Косові, «Рільник» у Вільшанці та інші кооперативи Яворівщини.
Крім постійних виставок у крамницях Львова і Варшави, «УНМ» влаштовувало покази народної ноші і виставки (на Хліборобській виставці у Стрию 1927 року, під час Сокільських масових виступів у Празі 1932 року, на Міжнародній виставці в Чикаго 1933), брало участь у міжнародних торгах у Львові, Катовицях, Познані.
З 1935 року «УНМ» відкрило постійний салон-виставку у Варшаві і починаючи з 1935 року влаштовувало у Львові щорічні вечори народної ноші та виставки «молодого мистецького промислу». 1935 року «УНМ» мало в Галичині 13 майстерень з 500 робітницями.
Голова Ради «УНМ» — С. Монцібович, І. Бонковська; керували «УНМ» С. Чижович-Яушкар, І. Павликовська, С. Савицька. За радянської влади майстерні «УНМ» стали базою для, кількох артілей, сама кооператива у 1939—1960 роках мала назву артілі імені Лесі Українки, а від 1960 року — «Львівська фабрика художніх виробів імені Лесі Українки».